# Ганшин, Вадим Викторович
Вади́м Ви́кторович Га́ншин (27 июля 1938 — 18 февраля 1980) — советский актёр театра и кино, заслуженный артист РСФСР.

## Биография
Вадим Ганшин родился 27 июля 1938 года.
В 1961 году окончил Московское театральное училище им. Б. В. Щукина.
В 1961—1968 годах был артистом Московского театра имени Ленинского комсомола.
Работал в Московском театре юного зрителя.
Страдал облитерирующим эндартериитом, из-за чего потерял ногу. Скончался 18 февраля 1980 года от разрыва сердца. Похоронен на Введенском кладбище (9 уч.).

## Фильмография
- 1964 — Казнены на рассвете… — Александр Ильич Ульянов
- 1967 — Тихая Одесса — Алексей Толмачёв — «Седой»
- 1969 — Красный агитатор Трофим Глушков — белогвардейский офицер
- 1971 — Могила льва — Иван
- 1972 — Завтра будет поздно — Кирилл
- 1974 — Последнее лето детства — Василий Иванович, фотограф, рецидивист
- 1976 — Венок сонетов — Самохин
- 1979 — День возвращения — Игнат